# August König
Georg August König (* 12. Mai 1844 in Willstätt; † 14. Januar 1913 in Philadelphia) war ein deutscher Professor für Bergbau, Chemie, Geologie, Metallurgie und Mineralogie.

## Leben
August König studierte Maschinenbau am Polytechnikum in Karlsruhe und wurde Mitglied der Burschenschaft Teutonia. Danach studierte er in Heidelberg und Berlin, wo er 1867 promoviert wurde. Ein Jahr später siedelte König in die USA um und arbeitete dort in verschiedenen Chemieunternehmen.
Im Jahr 1874 wurde König Assistent des Professors für Chemie und Mineralogie an der University of Pennsylvania. 1879 wurde er Professor für Geologie und Bergbau, und 7 Jahre später Professor für Mineralogie und Metallurgie. In dieser Zeit baute er das Institut für Bergbau und Metallurgie weitgehend aus.
König tätigte viele Veröffentlichungen und war in mehreren Kommissionen aktiv. Des Weiteren entdeckte und benannte er eine Vielzahl von Mineralien. Und er entwickelte eine Vielzahl von Verfahren für chemische Analysen, für Laborgeräte und für chemische und metallurgische Prozesse.

## Publikationen (Auswahl)
- The chemistry of the metals: with special regard to their qualitative separation and identification, Madison, Wis.: Tracy, Gibbs & Co., 1902. OCLC 920405693
- Mit Fred Eugene Wright: On artificial production of crystallized domeykite, algodonite, argentodomeykite and stibio-domeykite, Geological pamphlets, Petrology and mineralogy, 1685–1723. OCLC 27282464
- Chemistry simplified: a course of lectures on the non-metals based upon the natural evolution of chemistry, designed primarily for engineers, Philadelphia, Pa.: H.C. Baird & Co., 1906. OCLC 613050586
- On an improvement of the burette valve. OCLC 79684706
- Notes on assaying, Houghton, Mich.: Corey & Gates, 1903. OCLC 13781908
- New observations in chemistry and mineralogy, Philadelphia, Pa.: Academy of Natural Sciences of Philadelphia?, 1912. OCLC 15371889
- Qualitative chemistry, OCLC 12402604